# Dreifaltigkeitsgasse (Bad Reichenhall)
Die Dreifaltigkeitsgasse ist eine Straße in der oberbayerischen Kurstadt Bad Reichenhall.

## Beschreibung
Die Dreifaltigkeitsgasse ist eine Anliegerstraße in Bad Reichenhall, die vom Unteren Lindenplatz bei der Alten Saline in östlicher Richtung abzweigt und als Sackgasse zwischen den Häusern Nummer 9 und 10 endet. Auf halber Länge zweigt in südöstlicher Richtung ein Fußweg ab, der hinter der Bergreserve der Alten Saline hinauf zum Pfannhauserweg unterhalb der Burg Gruttenstein führt. Die Gasse grenzt direkt an das Ensemble Alte Saline an.
Die Dreifaltigkeitsgasse ist nach der christlichen Lehre der Dreifaltigkeit benannt.

## Geschichte
Beim Luftangriff auf Bad Reichenhall am 25. April 1945 wurden auch die Häuser in der Dreifaltigkeitsgasse getroffen. Die Häuser 1 und 3 erlitten leichte Schäden.

## Baudenkmäler
| Adresse                        | Name     | Beschreibung | erbaut                  | Lage | Bild |
| ------------------------------ | -------- | --- | ----------------------- | ---- | ---- |
| Dreifaltigkeitsgasse 1, 2      | Wohnhaus | Zweigeschossiger biedermeierlicher Walmdachbau, Teilung des Anwesens und Erneuerung Dachtragwerk nach Stadtbrand von 1834. | Im Kern mittelalterlich | ▼    |      |
| Dreifaltigkeitsgasse 3         | Wohnhaus | Zweigeschossiger Massivbau mit einseitig abgewalmtem Satteldach, Stuckmedaillon mit Marienkrönung.                         | 18. Jahrhundert         | ▼    |      |
| Dreifaltigkeitsgasse 4a und 4c | Wohnhaus | Zweigeschossiger Bau mit Flachsatteldach und Torbogen.                                                                     | Im Kern 17. Jahrhundert | ▼    |      |
| Dreifaltigkeitsgasse 8         | Wohnhaus | Zweigeschossig mit vorkragendem Flachsatteldach                                                                            | 17./18. Jahrhundert     | ▼    |      |
| Dreifaltigkeitsgasse 9         | Wohnhaus | Zweigeschossig mit vorkragendem Flachsatteldach                                                                            | 18. Jahrhundert         | ▼    |      |